# Tormented Souls
Tormented Souls é um jogo eletrônico de survival horror publicado pela PQube e produzido pelos estúdios Dual Effect e Abstract Digital, sendo lançado em 26 de agosto de 2021. Foi lançado para PlayStation 4, PlayStation 5, Xbox Series X/S, Nintendo Switch e Microsoft Windows. O jogador assume o papel de Caroline Walker, personagem que investiga o desaparecimento das irmãs gêmeas na mansão/hospital Winterlake. A produção foi inspirada nas franquias de Alone in the Dark, Resident Evil e Silent Hill.
De acordo com o Metacritic, Tormented Souls foi recebido positivamente pelos críticos, obtendo uma classificação média de 72/100 na versão PlayStation 5; 75/100 para PC; e 79/100 para Switch e Xbox X.

## Jogabilidade
Tormented Souls é um jogo de terror de sobrevivência em terceira pessoa ao estilo de Resident Evil original, com ângulos de câmera fixas. O jogador explora um hospital abandonado e pode interagir com o ambiente e certos NPCs, resolver quebra-cabeças e usar armas improvisadas para combater monstros que habitam o hospital.

## Enredo
A história começa em dezembro de 1994 com Caroline Walker, uma mulher canadense, recebendo uma fotografia pelo correio de duas meninas gêmeas, Anna e Emma, que a leva a descobrir o que está acontecendo com elas. Ela as rastreia até o abandonado Hospital Wildberger para encontrar respostas, mas é emboscada com um golpe na cabeça e fica inconsciente ao chegar. Ao acordar, descobre que seu olho direito foi removido cirurgicamente. Com a ajuda de um padre, Caroline explora o hospital para descobrir quem são as gêmeas. Durante sua investigação, encontra estranhas fitas VHS que lhe permitem viajar ao passado. No passado, Walker encontra Anna, que explica que ela foi presa por seu avô.
Eventualmente, Walker descobre seu próprio quarto de infância e se lembra de que ela é Emma, que ficou com amnésia 14 anos antes enquanto escapava do hospital, e jura resgatar Anna. Para contornar uma porta que requer a biometria de gêmeos para abrir, ela viaja ao passado para tirar os olhos de seu eu passado. Do outro lado da porta, Caroline confronta o padre, revelado ser seu avô materno Noah e o homem responsável pelos eventos no hospital. Noah tem tentado sacrificar gêmeos para ressuscitar um monstruoso "salvador"; ele tentou fazer o mesmo com Anna e Emma na infância, mas a mãe delas o impediu e escapou com Emma. Caroline também descobre que, nos dias atuais, Anna foi transformada em um monstro horrível. Ela persegue Noah até a câmara do "salvador", onde ele oferece seu próprio sangue para ressuscitá-lo. Walker / Emma mata o "salvador" em combate.
O final do jogo depende da interação final de Walker com Anna do presente. Se ela ignorar Anna, Anna a embosca quando ela sai do hospital. Se ela descobrir um antídoto para a mutação de Anna e a misericórdia a matar, Caroline lamenta sua família antes de partir. Alternativamente, Caroline pode viajar de volta ao passado uma última vez e resgatar a Anna do passado de seu cativeiro. Caroline jura explicar tudo para Anna um dia e a adota.